# Freilichtbühne Billerbeck

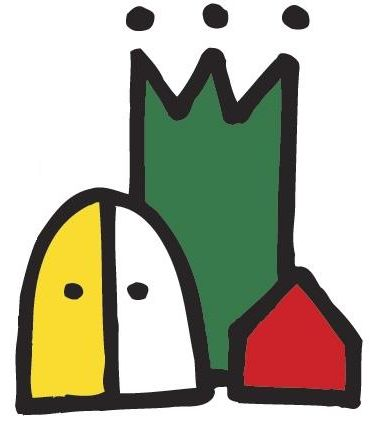
Das Wappen der Freilichtbühne Billerbeck

Die Freilichtbühne Billerbeck ist ein Freilichttheater in der westfälischen Stadt Billerbeck im Münsterland. Alljährlich werden im Sommer auf der großen Naturbühne ein Kinder- und ein Erwachsenenstück gespielt, hinzu kommen zahlreiche Gastproduktionen. Im Winter finden jährlich ein Kinderstück sowie ein Studiostück für Erwachsene statt.

## Geschichte
Im Mai 1950 gründeten die Billerbecker Bürger Alex Hesselmann und Bernhard Engbers die Freilichtbühne am Stadtrand Billerbecks. Bereits im ersten Jahr wurde auf der neuen Freilichttheater-Anlage gespielt: Karl-Heinz Koch inszenierte Friedrich Schillers „Die Räuber“. In den nachfolgenden Jahren bildeten die großen Klassiker den Spielplan, ehe sie in den 1960er Jahren den mundartlichen Schwänken wichen. 1962 begann Rektor Stephan Rüter, mit Inszenierungen der Grimmschen Märchen Kindertheater in Billerbeck auf der Freilichtbühne zu etablieren. 1971 gründete Bernd E. Bäumer das Wintertheater für Kinder der Freilichtbühne Billerbeck, das seit dem jedes Jahr in der Aula der Städtischen Realschule in der Adventszeit Premiere feiert.
In den 1980er Jahren wich das klassische Märchentheater kontinuierlich der modernen Kinderliteratur. 1989 wurde das erste Mal ein Theaterstück für Erwachsene im historischen Stadtkern Billerbecks gezeigt: Vor dem Hauptportal des St. Liudger-Domes wurde Hofmannsthals „Jedermann“ (Regie: K.-E. Wichmann) gezeigt. Seitdem finden alle zwei Jahre Aufführungen vor historischen Kulissen in Billerbeck statt, so zum Beispiel 2007, als vor der mittelalterlichen Kolvenburg Beaumarchais’ „Der tolle Tag oder Figaros Hochzeit“ (Regie: Matthias Simon) zur Aufführung kam, oder 2005 mit Schillers „Maria Stuart“ in der Regie von Wolfgang Dralle vor der Johannikirche.

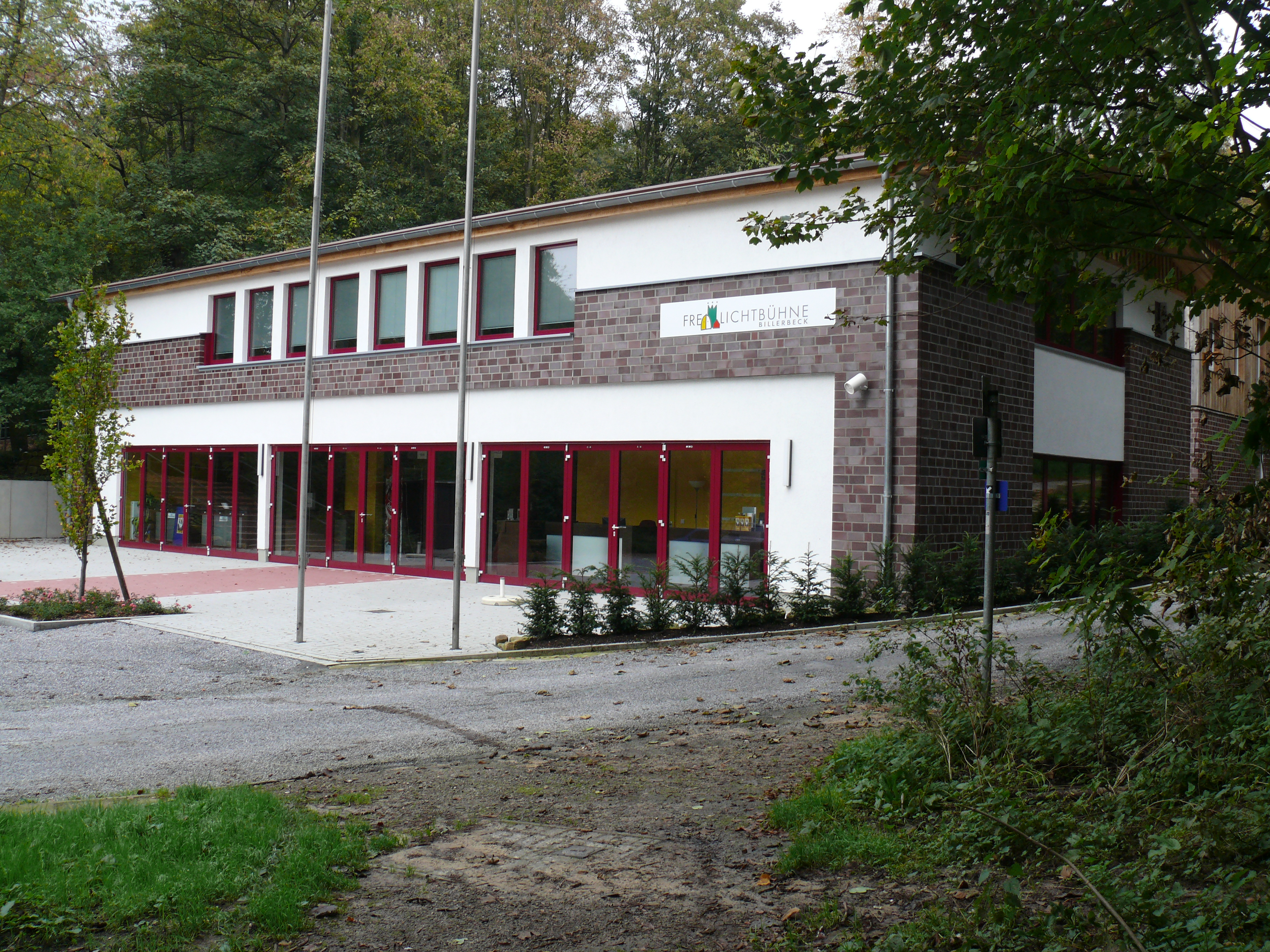
Das 2007 fertiggestellte Bühnenheim der Freilichtbühne Billerbeck

Im Herbst 2006 folgte dem Abriss des alten Vereinsheimes der Neubau eines zeitgemäßen Bühnenheims und einer modernen Werkhalle, in der sämtliche Werkstätten untergebracht sind. Das neue Bühnenheim verfügt im Erdgeschoss über ein vereinseigenes Theatercafé mit integrierter Studiobühne. Im Januar 2008 wurde hier mit Robert Thomas’ „Acht Frauen“ (Regie: Detlev Schmidt) erstmals Theater gespielt. Die Freilichtbühne Billerbeck vermochte es in ihrer älteren und jüngeren Geschichte stets mit außergewöhnlichen Inszenierungen für Aufsehen zu sorgen. 1996 gelang mit Angelika Obers Inszenierung von Endes „Jim Knopf und Lukas der Lokomotivführer“ spektakuläres Kindertheater, das für einen neuen bühneninternen Zuschauerrekord sorgte (mehr als 20.000 Besucher). Zum 100. Jahrestag der Fertigstellung des Billerbecker Domes führte die Freilichtbühne 1998 „Die Passion Christi“ (Regie: Peter Jahreis) im Innenraum des Domes auf, im nachfolgenden Sommer gelang mit Dürrenmatts „Der Besuch der alten Dame“ (Regie: B. Wachendorf) am alten Billerbecker Bahnhof ein ähnlich großer Erfolg. Regisseur Thomas Nufer sorgte 2008 mit Shakespeares „Macbeth“ für eine Sensation, weil er die Zuschauer auf der Bühne Platz nehmen ließ, das Stück aber im mit Stahlrampen überbauten Zuschauerraum spielte.
Die Zuschauerzahlen für die Sommersaison 2009 beliefen sich auf ca. 12.200, was einer durchschnittlichen Auslastung von 66 Prozent entspricht. Insgesamt besuchten bis heute an die eine Million Menschen die rund 2500 Veranstaltungen der Freilichtbühne Billerbeck.
Neben den eigenen Produktionen treten auch immer wieder namhafte Gastkünstler auf der Freilichtbühne Billerbeck auf, z. B. 2005 Atze Schröder mit seinem Programm „Goldene Zeiten“ oder 2000 das Ensemble der Loreley-Festspiele. Das Billerbecker Ensemble selbst gastiert häufig auf anderen Bühnen, beispielsweise auf der Burg Hülshoff oder auf der Naturbühne Blauer See (Ratingen). Mit „Der tolle Tag oder Figaros Hochzeit“ war das Billerbecker Ensemble im Herbst 2007 im Kurtheater auf der Nordseeinsel Norderney zu Gast.

## Die Bühne

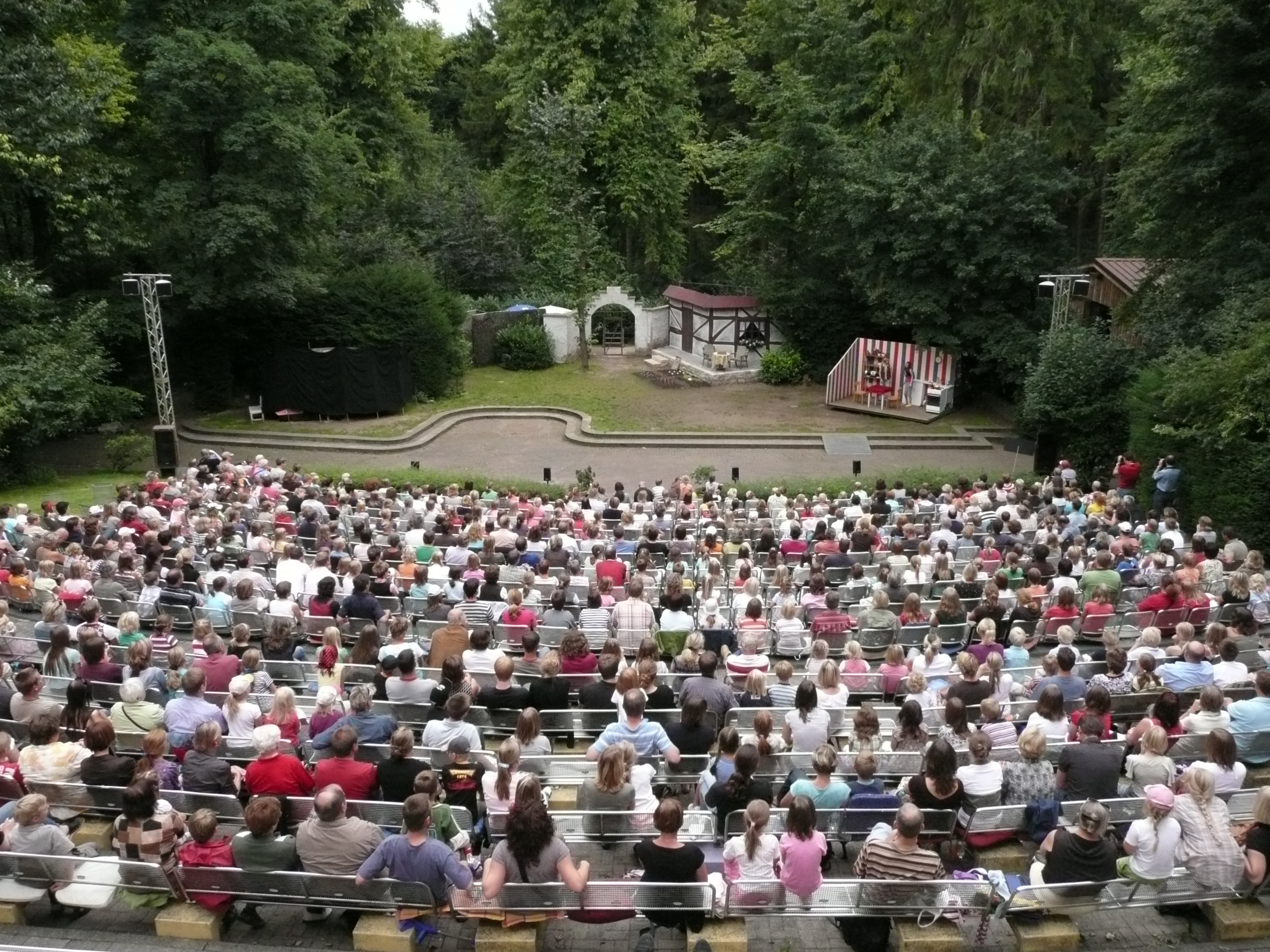
"Die Wilden Hühner" (C.Funke) 2008 auf der Freilichtbühne Billerbeck, Regie: Detlev Schmidt

Die Bühne ist in die sanften Anhöhen der Baumberge gebettet. Das Bühnengelände ist von einem Laubwald und einem ehemaligen Sandsteinbruch umgeben. Der Zuschauerraum ist stufenförmig in eine Steigung gebaut, was den Charakter eines griechischen Amphitheaters ausmacht. Seit der Neubestuhlung im Jahr 2000 fasst der Zuschauerraum 850 Menschen. Die Bühne selbst ist unterteilt in den Orchestergraben und die Hauptbühne; sie wird von verschiedenen Laubgehölzen segmentiert, weshalb sie auch als Naturbühne zu bezeichnen ist. Die Bühne ist fast vollständig unterkellert, so dass auch Auftritte aus dem Bühnenboden möglich sind. Der Keller dient zusätzlich als Kulissenlager.

## Weitere Spielstätten
- Neben der  vereinseigenen Naturbühne wird seit Anfang der 1970er Jahre alljährlich in den Wintermonaten ein Kinderstück in der Aula der Geschwister-Eichenwald-Realschule produziert, deren Auditorium ca. 400 Zuschauer fasst.
- Seit 1989 werden regelmäßig Stücke im Stile des Architekturtheaters vor bedeutsamen Gebäuden im Stadtkern Billerbecks gezeigt. Als Kulisse dienten bislang das Hauptportal sowie das Innere des Billerbecker Ludgerus-Domes, das Rathaus, die Johannikirche (Seitenschiff und Kreuzigungsgruppe), der Bahnhof und die Kolvenburg. Im Mai 2009 wurde mit dem Festspiel „Liudger. Stimme des Herrn“ das Innere der Johannikirche bespielt.
- Seit 2007 verfügt die Freilichtbühne Billerbeck über eine eigene Studiobühne.
- Seit 2001 gibt die Freilichtbühne jährlich im Frühjahr ein Gastspiel in Vreden, in dem das aktuelle Kinderstück präsentiert wird.

## Der Verein
Die Freilichtbühne Billerbeck ist ein eingetragener Verein und Mitglied im Verband Deutscher Freilichtbühnen. Im Juli 2023 zählte der Verein 594 Mitglieder. Die Aktivitäten des Vereins sind breit gefächert – neben dem Schauspiel bietet der Verein handwerkliche Tätigkeiten, wie Kulissenbau und Kostümschneiderei, darüber hinaus Licht- und Tontechnik sowie Gastronomie und (theater-)literarische Betätigungen. Ein wichtiges Element des Vereinslebens ist die Kinder- und Jugendförderung. Die Vereinsleitung setzt sich zusammen aus dem Gesamt- und dem Geschäftsführenden Vorstand; letzterer besteht aus fünf Personen, die jeweils die Bereiche Kultur, Technik, Werbung/Marketing, Verwaltung und Finanzen verantwortlich leiten. Vorstandssprecher ist Christian Alexander. Alle Mitglieder arbeiten ehrenamtlich für den Verein, ausgenommen sind die professionellen und semiprofessionellen Regisseure und Regisseurinnen, die für die jeweiligen Inszenierungen engagiert werden. Auch gelegentlich eingesetzte Bands arbeiten nicht ehrenamtlich.